# 蒙特勒伊市政厅站
蒙特勒伊市政厅站（法語：Mairie de Montreuil）是巴黎地鐵的一個車站。蒙特勒伊市政厅站位於蒙特勒伊，靠近蒙特勒伊市政厅。蒙特勒伊市政厅站開通於1937年10月14日，是巴黎地鐵9號線的延伸工程的一部分，也是巴黎地鐵9號線在東側的起點車站。

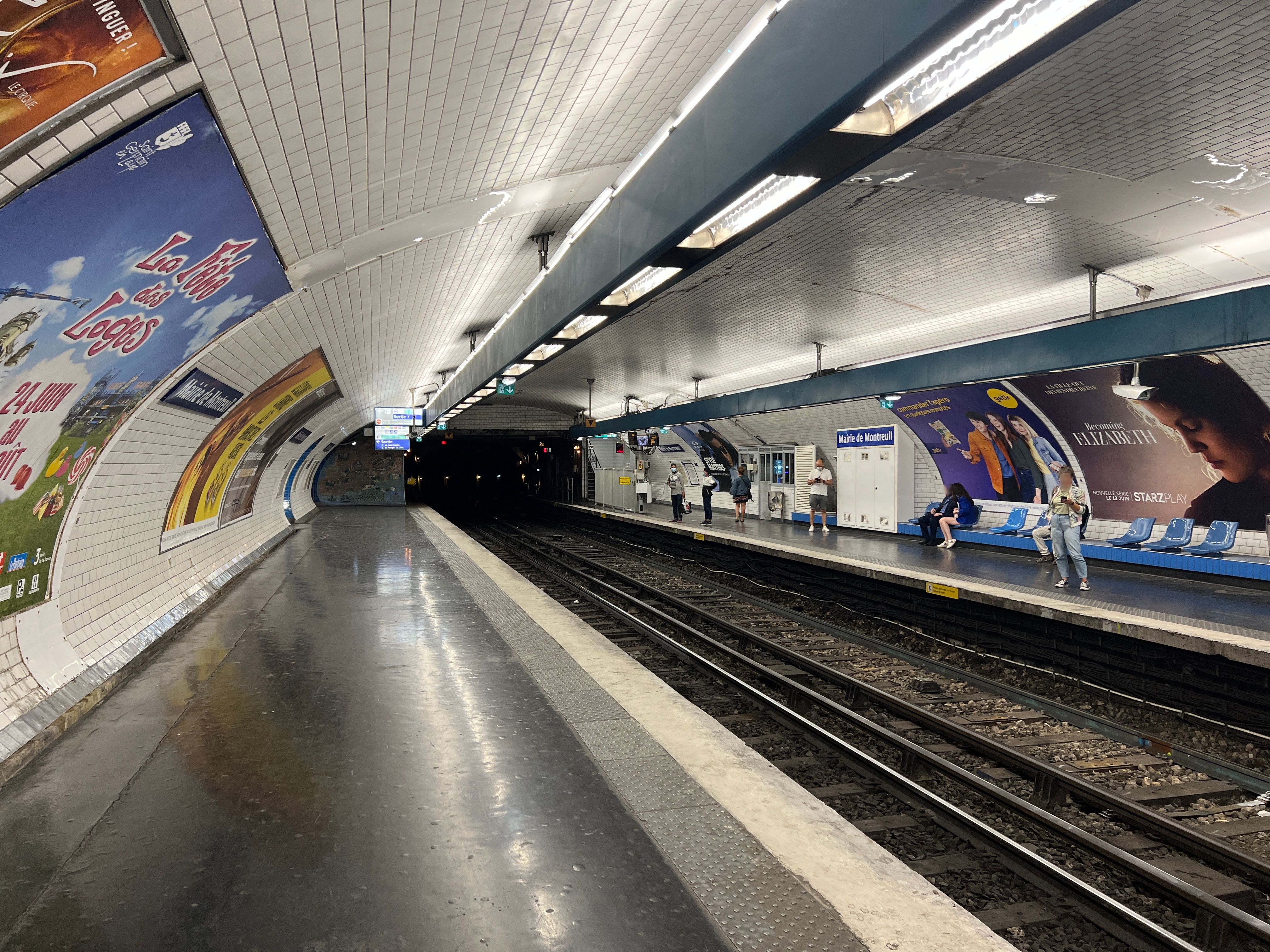
月台（2022年6月）

## 車站結構
| 街道層    |                    |                          |
| B1        | 夾層               |                          |
| 9號線月台 | 側式月台，右側開門 | 側式月台，右側開門       |
| 9號線月台 | 西行               | 往塞夫爾橋（沙沃十字路） |
| 9號線月台 | 東行               | 只限落客                 |
| 9號線月台 | 側式月台，右側開門 |                          |